# Zygmunt Skuza
Zygmunt Skuza  (ur. 29 marca 1943 w Staszowie) – generał brygady Wojska Polskiego w stanie spoczynku.

## Życiorys
Zygmunt Skuza urodził się 29 marca 1943 r. w Staszowie na Kielecczyźnie. Jego ojciec, Józef Skuza, prowadził w miasteczku zakład wędliniarski. 
We wrześniu 1962 r. rozpoczął naukę w Oficerskiej Szkole Wojsk Zmechanizowanych im. Tadeusza Kościuszki we Wrocławiu, którą ukończył w sierpniu 1965 r. Był promowany na podporucznika przez gen. broni Jerzego Bordziłowskiego. Służbę zawodową rozpoczął jako dowódca plutonu, a następnie dowódca kompanii zmotoryzowanej w 1 pułku zmechanizowanym w Wesołej z 1 Dywizji Zmechanizowanej. Od października 1969 r. do sierpnia 1972 r. studiował w Akademii Sztabu Generalnego WP w Rembertowie na kierunku ogólnowojskowym, po ukończeniu których został pomocnikiem szefa wydziału w oddziale operacyjnym w sztabie 1 Dywizji Zmechanizowanej w Legionowie. W 1974 r. objął stanowisko szefa sztabu – zastępcy dowódcy 3 pułku zmechanizowanego w Ciechanowie z 1 Dywizji Zmechanizowanej.
W latach 1976 – 1980 był dowódcą 45 pułku zmechanizowanego w Siedlcach z 3 Dywizji Zmechanizowanej, następnie został dowódcą 2 pułku zmechanizowanego w Skierniewicach z 1 Dywizji Zmechanizowanej. W 1980 r. wyznaczono go na stanowisko szefa sztabu – zastępcy dowódcy 1 Dywizji Zmechanizowanej. W tym samym roku został skierowany na studia w Akademii Sztabu Generalnego Sił Zbrojnych ZSRR, po ukończeniu których w 1982 r. powierzono mu stanowisko zastępcy szefa Oddziału Gotowości Bojowej i Dowodzenia, a następnie szefa Oddziału Gotowości Bojowej i Dowodzenia – zastępca szefa Zarządu I Operacyjnego SG WP. W 1983 r. awansowany na stopień pułkownika. Od 1988 r. pełnił służbę w Warszawskim Okręgu Wojskowym na stanowisku szefa Oddziału Operacyjnego. W czerwcu 1990 r. zastępca dowódcy Warszawskiego Okręgu Wojskowego – szef Obrony Terytorialnej.
9 listopada 1992 r. awansowany na stopień generała brygady. Akt mianowania odebrał z rąk prezydenta Rzeczypospolitej Polskiej Lecha Wałęsy. Współautor i główny organizator Światowego Zlotu Polskich Kombatantów w 1992 r. Jednocześnie pełnił społecznie funkcję do 1997 r. prezesa CWKS Legia Warszawa. Od 1998 r. kierował Warszawskim Okręgiem Wojskowym do momentu jego rozwiązania. W sierpniu 1999 r. przeniesiony do dyspozycji Ministra Obrony Narodowej. W 2000 r. wyznaczony na stanowisko generała w etacie zbiorczym przy Departamencie Kadr MON. W latach 2000 – 2001 kierował specjalnym zespołem MON ds. analizy infrastruktury wojskowej w Warszawie. Jest współautorem uroczystości związanych z uświęceniem miejsc mordu i pochówku polskich oficerów w Katyniu i Miednoje.
W kwietniu 2002 r. zakończył zawodową służbę wojskową. 15 sierpnia 2002 r. podczas uroczystości z okazji Święta Wojska Polskiego na dziedzińcu Belwederu został uhonorowany listem przez prezydenta RP Aleksandra Kwaśniewskiego w związku z zakończeniem zawodowej służby wojskowej.

## Awanse[5]
- podporucznik – 1965
- porucznik – 1968
- kapitan – 1972
- major – 1976
- podpułkownik – 1979
- pułkownik – 1983
- generał brygady – 1992

## Ordery, odznaczenia i wyróżnienia
- Krzyż Oficerski Orderu Odrodzenia Polski[6]
- Krzyż Kawalerski Orderu Odrodzenia Polski[6]
- Medal Za zasługi dla Warszawskiego Okręgu Wojskowego
- uhonorowany listem od Prezydenta Rzeczypospolitej Polskiej na zakończenie zawodowej służby wojskowej[7]
- inne odznaczenia